# Ewa Olszewska
Ewa Olszewska (ur. 18 października 1955 w Lublińcu) – polska polityk, samorządowiec, w latach 2002–2003 marszałek województwa opolskiego.

## Życiorys
Ukończyła studia na Akademii Ekonomicznej we Wrocławiu oraz pedagogikę na Uniwersytecie Opolskim. W latach 1976–1994 była zatrudniona jako zastępca kierownika wydziału w Zakładzie Energetycznym w Opolu. Następnie do 2002 zajmowała stanowisko zastępcy prezydenta Opola.
W 2002 przez kilka miesięcy pełniła funkcję wicemarszałka opolskiego. W wyborach samorządowych w tym samym roku została wybrana do sejmiku z listy Sojuszu Lewicy Demokratycznej. Objęła następnie urząd marszałka województwa, z którego zrezygnowała w 2003 zaledwie po kilku miesiącach. Odeszła wkrótce z SLD i złożyła mandat radnej.
W styczniu 2004 została zatrzymana w ramach prowadzonego śledztwa w tzw. opolskiej aferze ratuszowej, dotyczącej szeregu przestępstw korupcyjnych, których mieli się dopuszczać lokalni przedsiębiorcy oraz związani z SLD urzędnicy samorządowi w latach 1994–2002. Ewie Olszewskiej zarzucono przyjęcie łapówki za korzystne decyzje dla budowanego hipermarketu Real. Oskarżona przyznała się do popełnienia zarzucanego jej czynu, składając dodatkowo szczegółowe wyjaśnienia obciążające jej współpracowników (w tym dwóch kolejnych prezydentów Opola). W 2005 została (w ramach dobrowolnego poddania się karze) skazana przez Sąd Okręgowy w Opolu na karę dwóch lat pozbawienia wolności z warunkowym zawieszeniem jej wykonania na okres pięciu lat próby oraz grzywnę, orzeczono wobec niej także środek karny w postaci siedmioletniego zakazu zajmowania stanowisk w administracji publicznej.